# Mensch von Tautavel

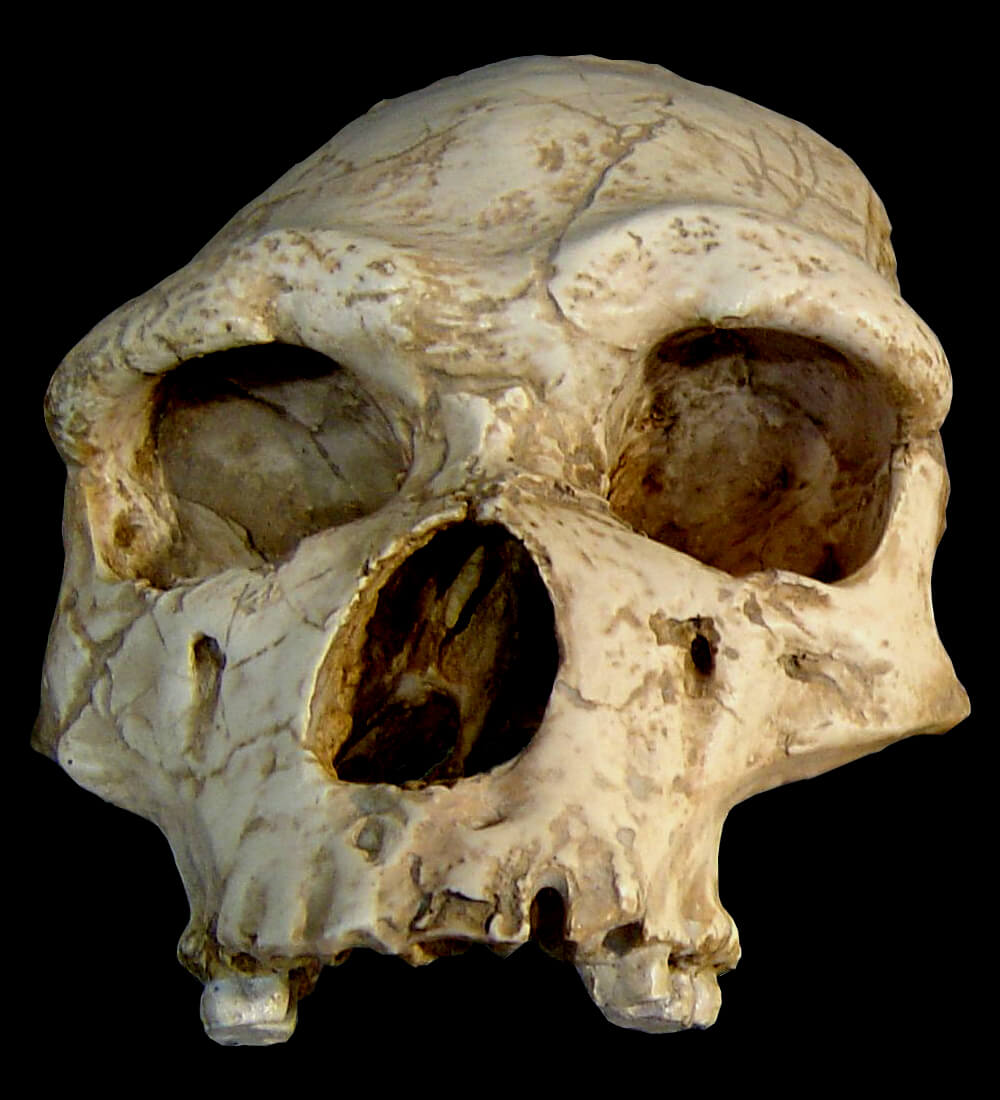
Arago XXI

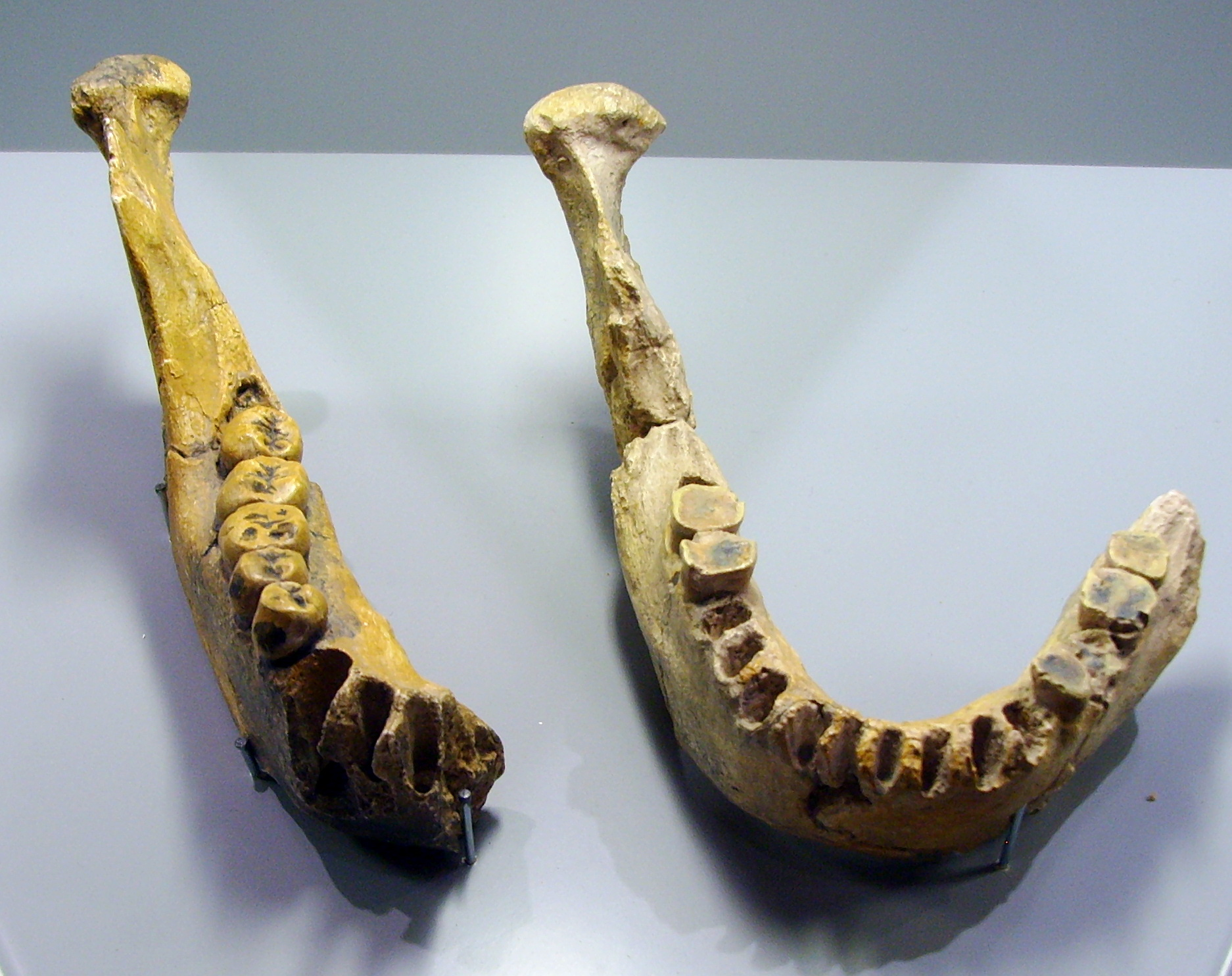
Die Unterkiefer-Fragmente:
Arago XIII (links) und Arago II

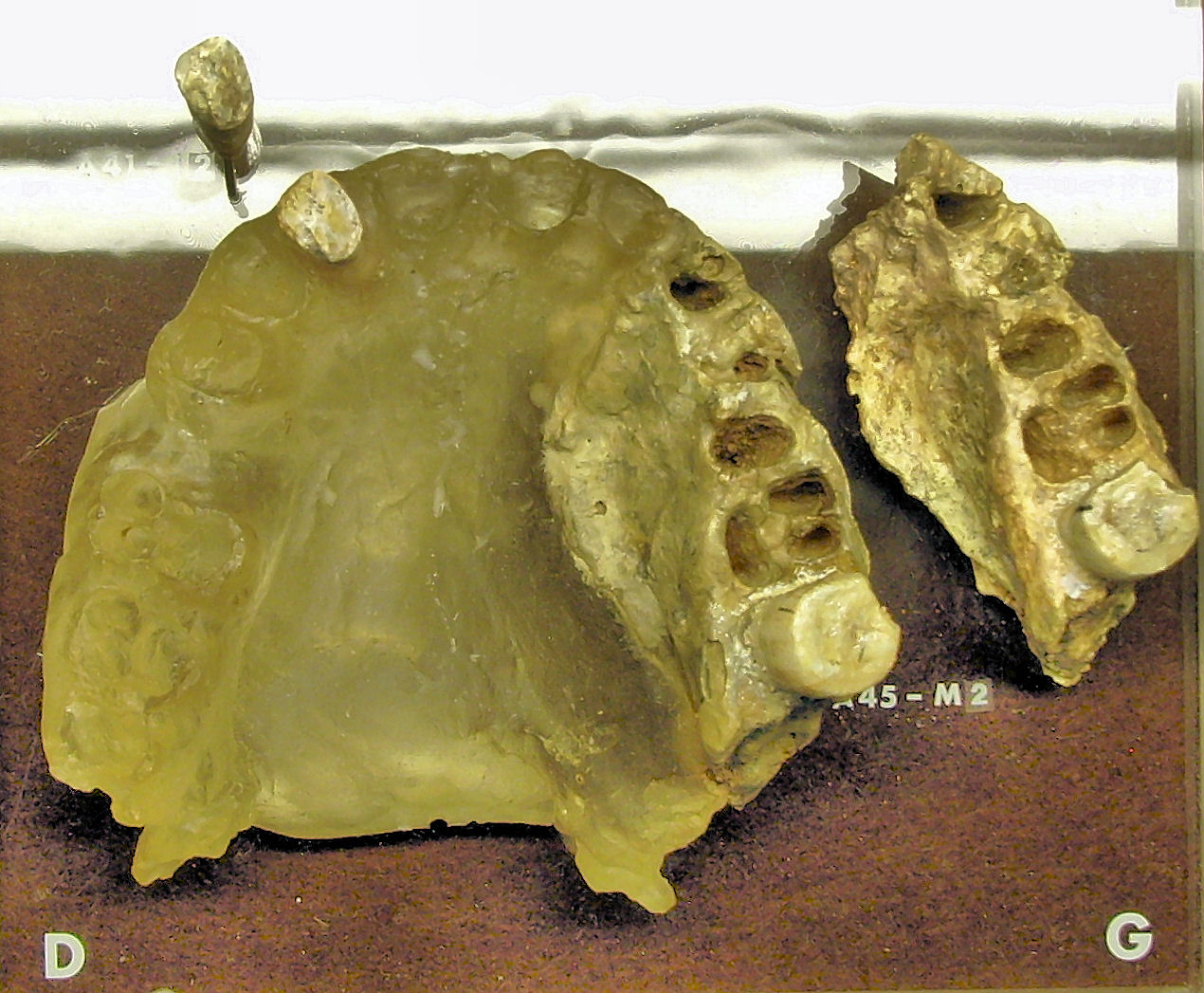
Arago IV:
Zwei Oberkiefer-Fragmente (rechts, links oben), Nachbildung des Gaumens mit eingepassten Fragmenten

Als Mensch von Tautavel (französisch Homme de Tautavel) wird eine Gruppe von Fossilien bezeichnet, die unweit der französischen Gemeinde Tautavel in der Höhle von Arago entdeckt und der Gattung Homo zugeordnet wurde. Gelegentlich wird die Bezeichnung Mensch von Tautavel auch speziell auf den bedeutendsten Fund, den recht vollständig erhaltenen Schädel Arago XXI, angewandt.
Die Fossilien entstammen unterschiedlich alten Fundschichten, ihr Alter wird aufgrund absoluter Datierungsmethoden teils mit 450.000, teils mit 300.000 Jahren ausgewiesen. Sie wurden von ihrem Entdecker, Henry de Lumley, zu Homo erectus gestellt und zu Ehren des Fundortes als Homo erectus tautavelensis bezeichnet, was weniger auf eine eigenständige Unterart innerhalb der Homo-Linie, sondern ähnlich wie beim Pekingmensch auf den Fundort verweist.
Heute wird weithin eine abweichende biologische Systematik der Gattung Homo vertreten, weshalb die Funde aus der Arago-Höhle zusammen mit den anderen europäische Fossilien dieser Altersgruppe (darunter der Unterkiefer von Mauer, die Funde aus der Sierra de Atapuerca / Sima de los Huesos und aus der Tropfsteinhöhle von Petralona) der vermutlich unmittelbar aus Homo erectus hervorgegangenen Art Homo heidelbergensis zugerechnet werden.
Die in den Fundschichten der Fossilien geborgenen Steinwerkzeuge sind typisch für den Acheuléen benannten Abschnitt der Altsteinzeit.

## Fossilfunde
Die Grabungen in der Höhle von Arago hatten 1964 unter Leitung von Henry de Lumley begonnen; sie brachten bis heute mehrere Dutzend Homo-Fossilien zutage sowie Tausende fossile Tierknochen. Zunächst wurden einzelne Zähne gefunden (als erstes 1965 ein Backenzahn aus einem Milchgebiss), die der Gattung Homo zugeschrieben wurden. In der Grabungskampagne 1969 stieß man am 21. Juli aber auch auf einen gut erhaltenen Unterkiefer (Arago II), der als Überrest einer 40 bis 50 Jahre alten Frau gedeutet wurde. 1970 wurde ein weiterer, teilweise erhaltener Unterkiefer entdeckt (Arago XIII), der vermutlich einem zwanzigjährigen Mann zuzuordnen ist. Beide Fossilien gelten als besonders bedeutende Funde, da bisher in Europa aus ihrer Epoche nur sehr wenige Unterkiefer geborgen wurden. Am bekanntesten ist der sehr gute erhaltene Unterkiefer von Mauer, mit dem Arago XIII eindeutige morphologische Merkmale teilt, woraus abgeleitet wurde, dass beide Funde zum gleichen homininen Taxon gehörten und dieses demnach weit über Europa hinweg verbreitet war. Auch die übrigen Funde aus der Höhle von Arago werden diesem Taxon zugerechnet. Arago XIV ist der Oberkiefer einer/eines 35- bis 40-jährigen Erwachsenen.
Am 22. Juli 1971 kam bei den Grabungen ein weiterer bedeutender Fund zutage: das Fossil Arago XXI, bestehend aus einem weitgehend erhaltenen Gesichtsschädel, Teilen des Vorderschädels sowie mehreren Oberkieferzähnen. Die Schädelknochen waren unter der Last des darüberliegenden Gesteins in zahlreiche Bruchstücke zerfallen und der Schädel daher stark deformiert. Der Schädel wurde einem jungen Mann zugeschrieben, der bei Eintritt des Todes nicht älter als 30 Jahre gewesen sei. Er lebte vor 450.000 Jahren, was bedeutet, dass er zeitlich zwischen den Fossilien von Atapuerca und dem Unterkiefer von Mauer sowie dem als Homo steinheimensis bezeichneten Fossil einzuordnen ist. Aus diesen europäischen Populationen von Homo heidelbergensis gingen später die Neandertaler hervor. Im Juli 1979 wurde ein Scheitelbein (Arago XLVII) geborgen, dessen Bruchkanten zum Fossil Arago XXI passen.
Zu den wichtigen Funden aus der Höhle von Arago zählen ferner gut erhaltene Knochen aus dem Bereich des Beckens sowie Fragmente von Oberschenkelknochen, die eine Rekonstruktion der Körpergröße der Menschen von Tautavel ermöglichten: Sie wird heute mit 1,60 bis 1,65 m angegeben.

## Die Umwelt vor 450.000 Jahren
Vor 450.000 Jahren war das Klima im heutigen Südfrankreich trocken und kalt, was auch anhand der fossilen Staubschichten in der Höhle von Arago nachweisbar ist. Das Tal von Tautavel gehörte damals zu einem Steppengebiet, durch das – den Fossilfunden in der Höhle zufolge – Bisons, Pferde und Nashörner zogen, aber auch Rentiere. Fossil belegt ist ferner u. a. die Existenz von Tahren (Hemitragus bonali), Höhlenbären (Ursus deningeri), Wölfen (Canis etruscus), Wildhunden (Cuon priscus) und Höhlenlöwen (Panthera spelaea). Die Menschen haben demnach im Wechsel mit Raubtieren die Höhle besiedelt.
„Die Ernährungsgrundlage der großen Raubtiere und der Menschen waren die pflanzenfressenden Tiere. Die bei den Ausgrabungen gefundenen Abfälle von ihnen beweisen, dass sie verzehrt wurden (…). Es ist nicht möglich, nachzuweisen, auf welche Art und Weise sie gejagt wurden.“ Da keine Feuerstellen entdeckt wurden, muss davon ausgegangen werden, dass die Menschen von Tautavel noch kein Feuer machen konnten. Es wurden in der Höhle von Arago allerdings hunderte Steingeräte entdeckt, wie sie für das Alt-Acheuléen charakteristisch sind. Da die genaue Herkunft dieser Artefakte in vielen Fällen geklärt werden konnte, gehen die Forscher heute davon aus, dass die Menschen von Tautavel sich in einem Umkreis von etwa 30 Kilometern um die Höhle von Arago aufhielten.

## Galerie

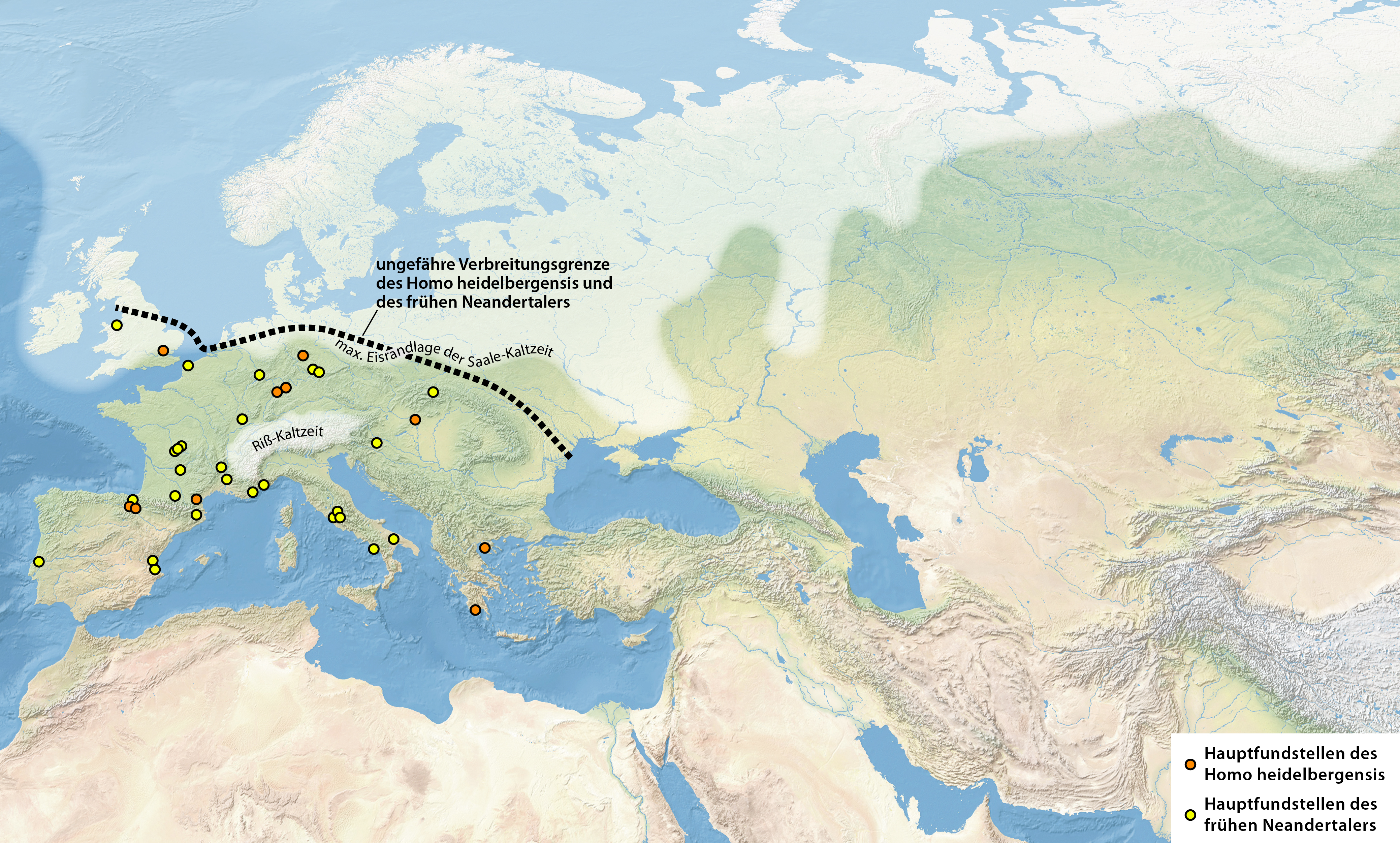
Verbreitungsgebiet und bedeutende Fundstätten der europäischen Homo-Population zur Zeit der „Menschen von Tautavel“

Musée de Préhistoire von Tautavel: Steinwerkzeuge aus der Höhle von Arago

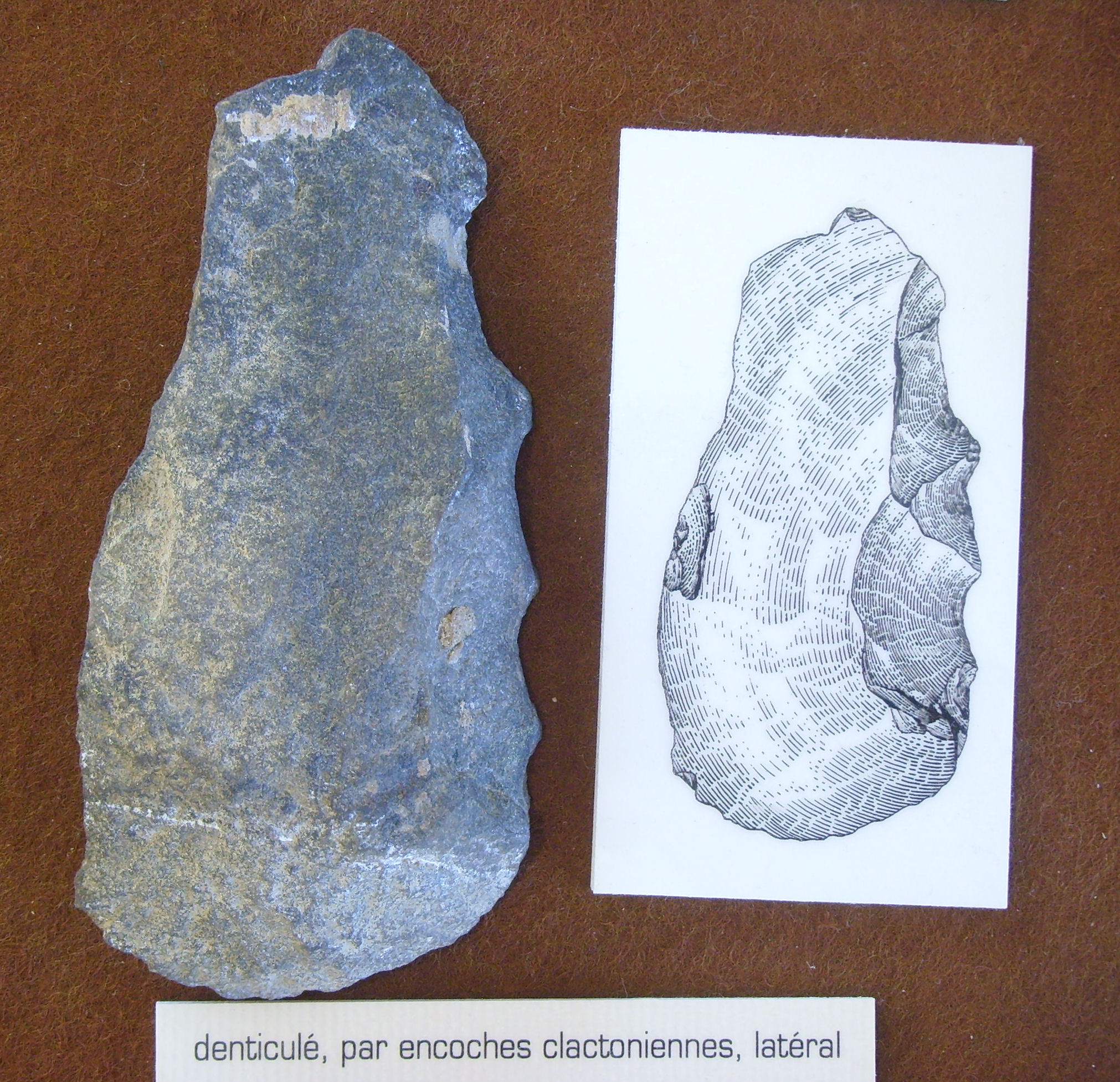
Länge ca. 12 cm
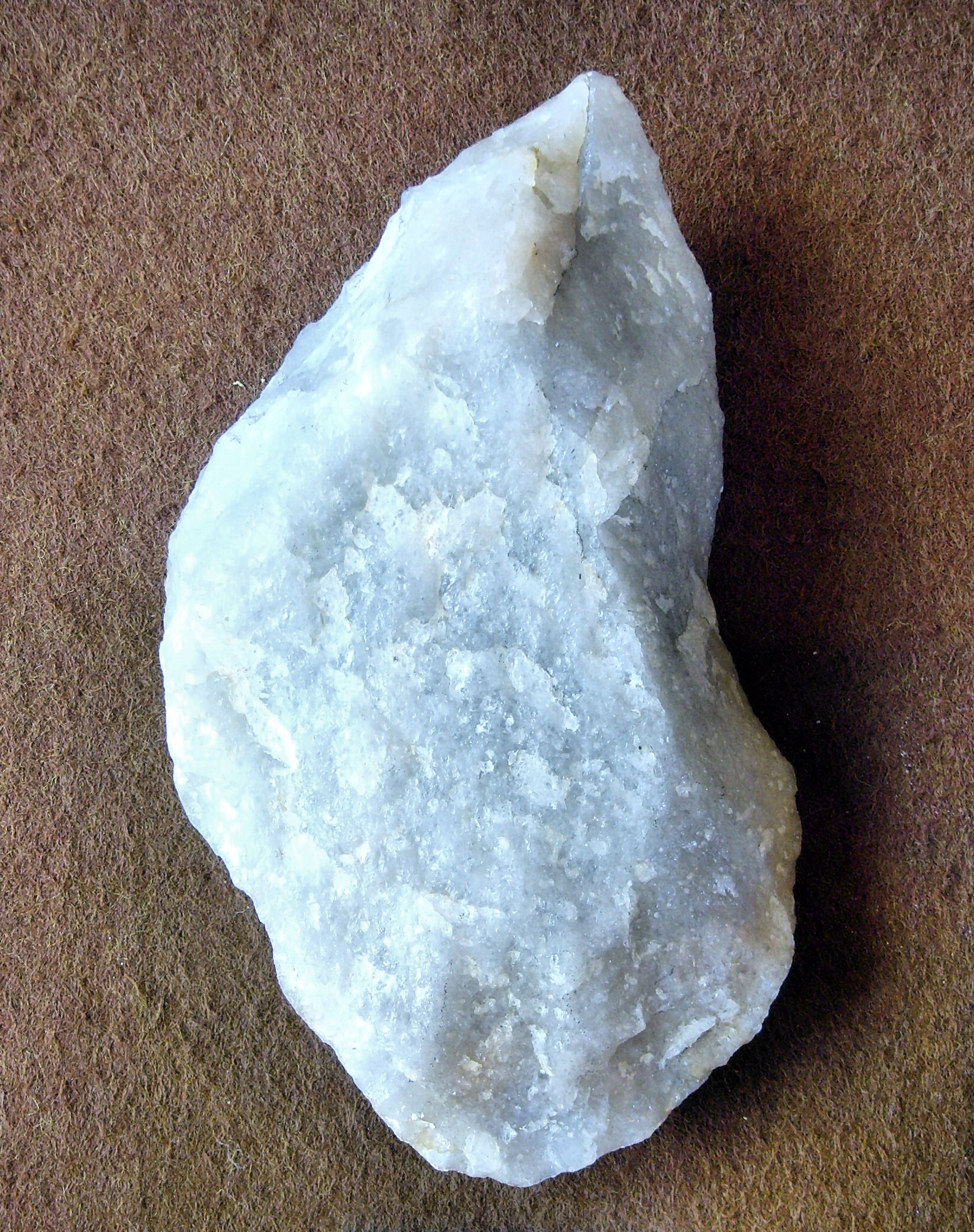
Länge ca. 12 cm
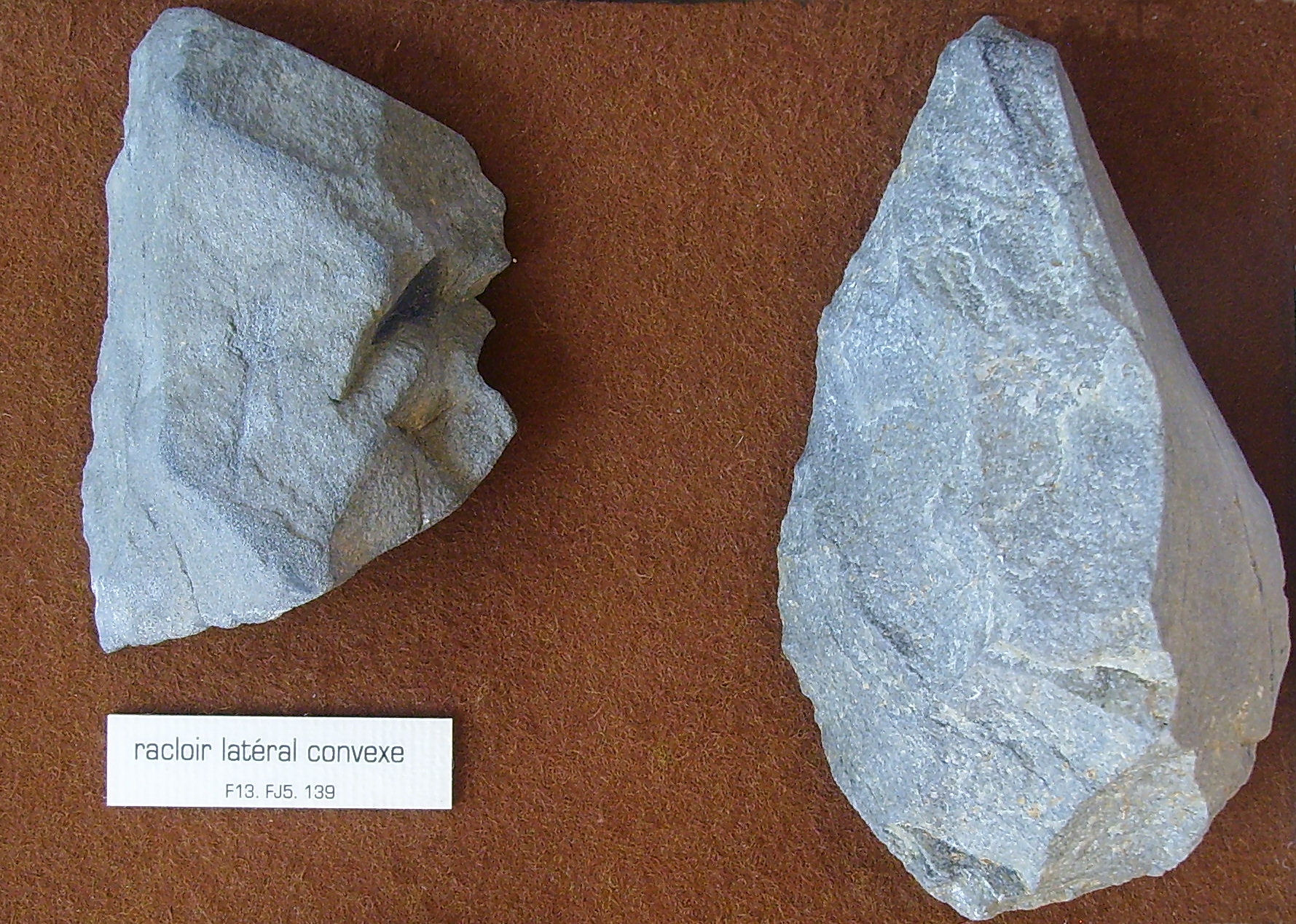
Länge ca. 6/10 cm
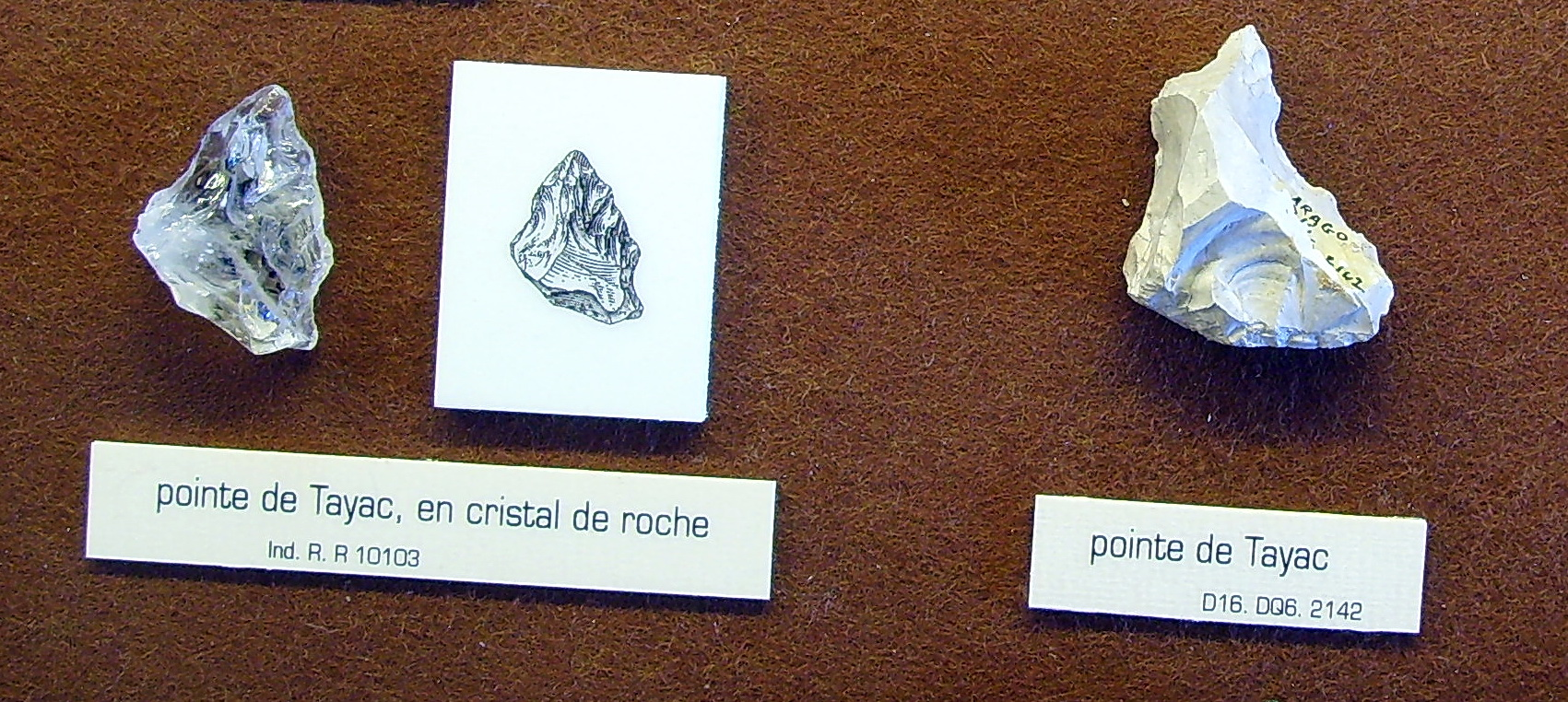
Länge ca. 3–4 cm (links aus Bergkristall)

Musée de Préhistoire von Tautavel: Rekonstruktionen von Funden

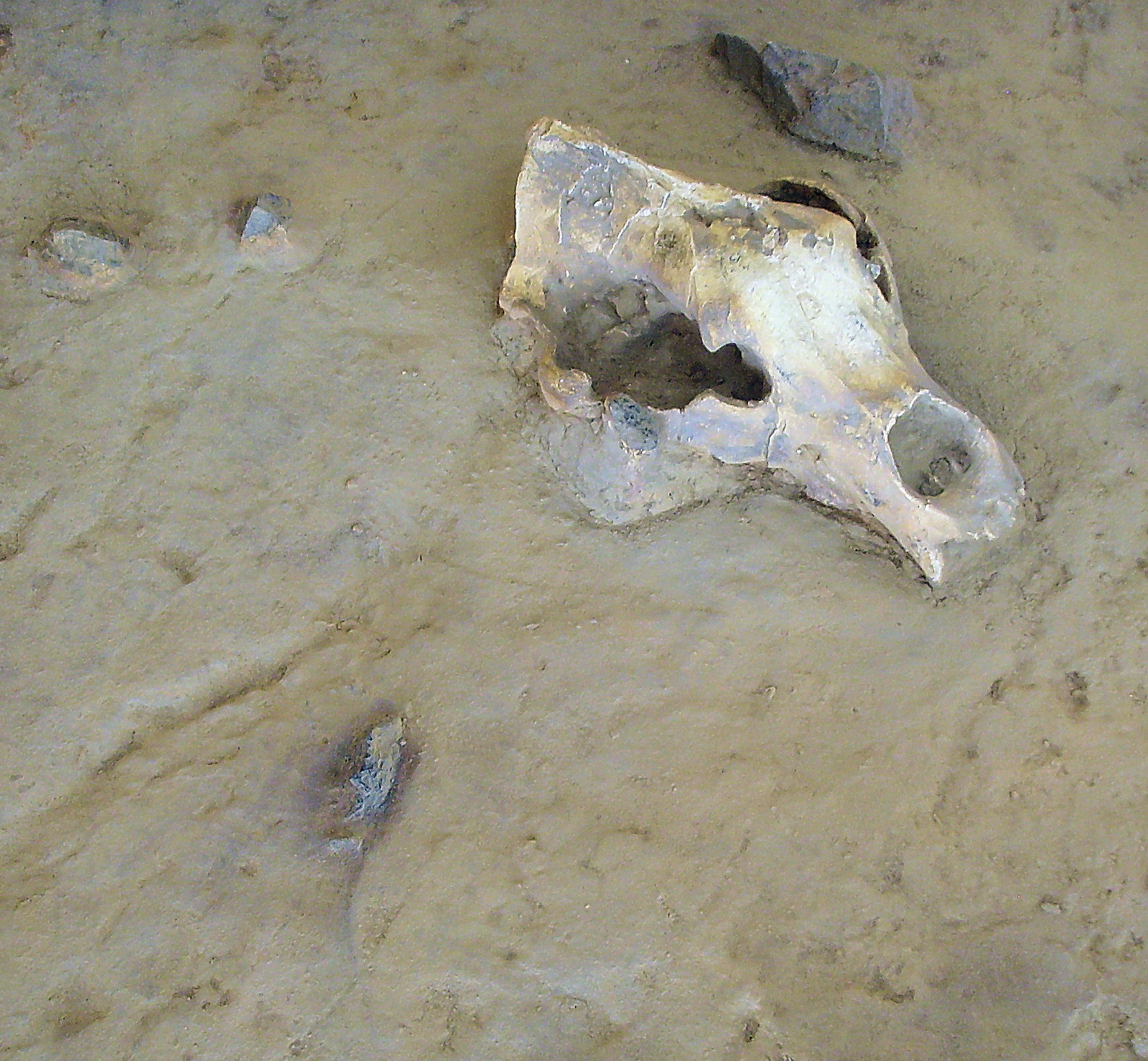
Fundsituation eines Höhlenbären (Ursus deningeri)
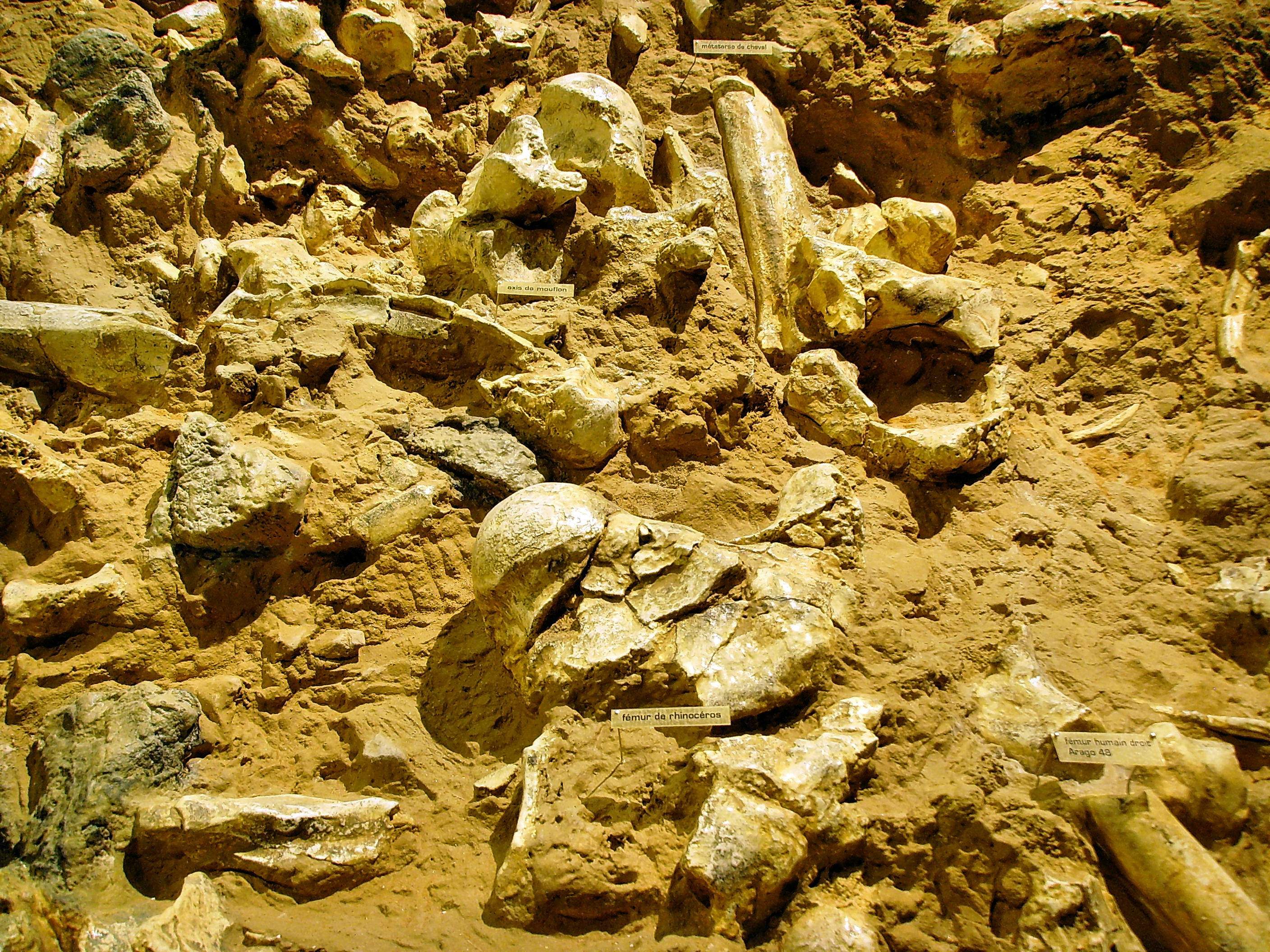
Fundsituation des Fossils Arago 48
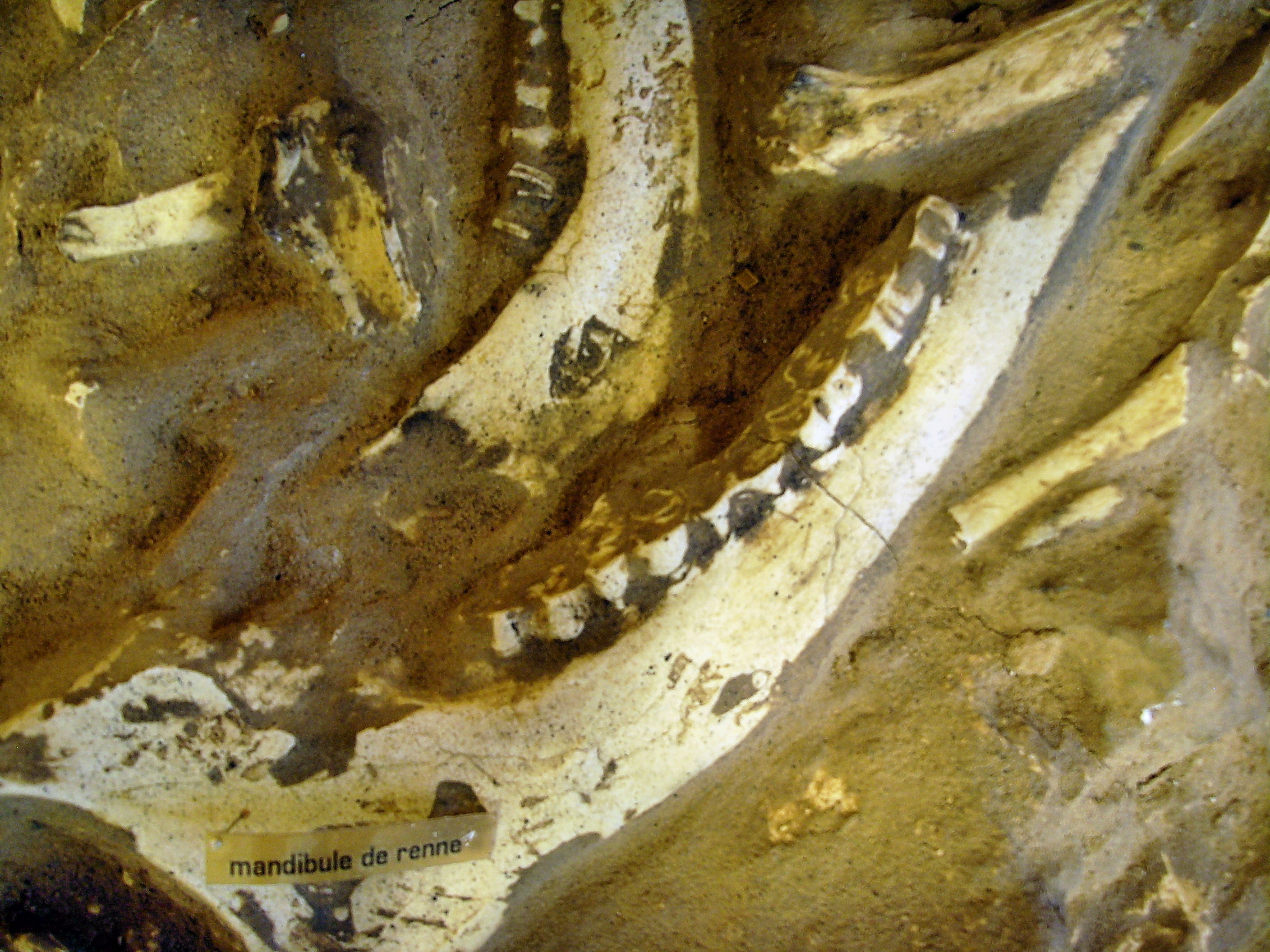
Fundsituation eines Rentiers
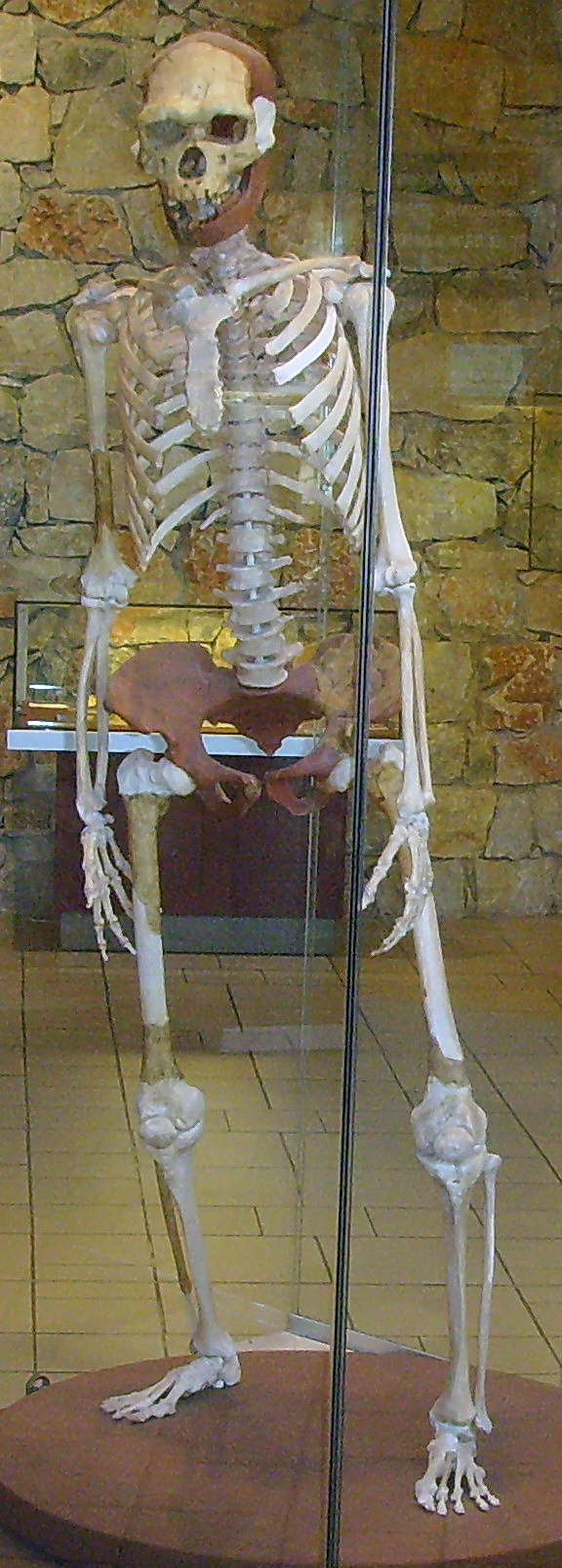
Rekonstruktion eines „Homme de Tautavel“

## Belege
1. ↑  H. de Lumley, M.-A. de Lumley, J.L. Bada, K.K. Turekian: The dating of the Pre-Neandertal remains at Caune de l'Arago, Tautavel, Pyrénées-Orientales, France. In: Journal of Human Evolution. Band 6, 1977, S. 223–224. ISSN 0047-2484
2. ↑  H. de Lumley, A. Fournier, Y.C. Park, Y. Yokoyama, A. Demouy: Stratigraphie du remplissage pléistocène moyen de la Caune de l'Arago à Tautavel - Étude de huit carrotages effectués de 1981 à 1983. In: L'Anthropologie. Band 88, Nr. 1, 1984, S. 5–18. ISSN 0003-5521
3. ↑  S. Lebel: Mobilité des hominidés et système technique d'exploitation des ressources au Paléolithique ancien - la Caune de l'Arago (France). In: Canadian Journal of Archaeology. 16, 1992, S. 48–69. ISSN 0705-2006
4. ↑  H.de Lumley, A. Camara, V. Geleijnse, J. Krezpkowska, Y-C. Park, J. Svoboda: Les industries lithiques de l'Homme de Tautavel. In: L'Homme de Tautavel, Dossiers de l’Archéologie, Nr. 36. Dijon 1979, S. 60–69. ISSN 0184-7538
5. ↑  M.-A. de Lumley: L’homme de Tautavel. Critères morphologiques et stade évolutif. In: Henry de Lumley, J. Labeyrie (Hrsg.): Datations absolues et analyses isotopiques en préhistoire, méthods et limites. Colloque international du CNRS. Tautavel 22. – 29. Juni 1981. Paris 1981, S. 259–264.
6. ↑  Jeffrey H. Schwartz, Ian Tattersall: Fossil evidence for the origin of Homo sapiens. In: American Journal of Physical Anthropology. Yearbook of Physical Anthropology. Band 143, Supplement 51. New York 2010, S. 94–121 (hier S. 101). ISSN 0002-9483 doi:10.1002/ajpa.21443.
7. ↑  Eintrag Arago XLVII in Bernard Wood (Hrsg.): Wiley-Blackwell Encyclopedia of Human Evolution. 2 Bände. Wiley-Blackwell, Chichester u. a. 2011, ISBN 978-1-4051-5510-6.
8. ↑  Anne-Marie Moigne: Taphonomie des faunes quaternaires de la Caune de l'Arago, Tautavel. Travaux Universitaires – Thèse de 3e cycle, Paris 1983, Zusammenfassung (Memento vom 2. Oktober 2017 im Internet Archive).
9. ↑  Daniel Sobler: Das Museum von Tautavel. Museum von Tautavel, Europäisches Zentrum für Prähistorie. Ed. du Castillet-Bachès, Perpignan 1994, 2000 (deutsche Ausgabe des Museumsführers), S. 22.
10. ↑  H. de Lumley: Les civilisations du Paléolithique inférieur en Languedoc méditerranéen et en Roussillon. In: H.de Lumley (Hrsg.): La Préhistoire française. Band I. Les civilisations paléolithiques et mésolithiques. Centre national de la recherche scientifique (CNRS), Paris 1976, S. 852–874.
11. ↑  Lucy A. Wilson: Petrography of the Lower Palaeolithic tool assemblage of the Caune de l’Arago. In: World Archaeology. Band 19, Nr. 3. Abingdon 1988, S. 376–387. ISSN 0043-8243